# 자유민주당 총재
자유민주당 총재(일본어: 自由民主党総裁 지유민슈토소사이[*], 영어: President of the Liberal Democratic Party)는 일본 자유민주당의 당총재이며, 당의 최고 책임자로서 당을 지휘한다. 자유민주당의 국회의원과 당원들에 의해 선출된다.
자유민주당은 1955년 11월 창당 이후 일부 시기를 제외하고는 지금까지 중의원에서 제1당을 유지하고 있기 때문에 제1당의 총재 또는 대표가 내각총리대신을 맡는 일본의 관례에 따라, 역대 자민당 총재의 대부분이 재임 중 내각총리대신을 겸임하였다. 이 때문에 양자를 모두 합쳐 "총리총재(総理総裁)" 라고 부르기도 하나, 언론 등의 매체에서는 "총리대신(総理大臣)", "수상(首相)" 등 총리에 해당하는 직함을 호칭하는 것이 대부분이며, "총재(総裁)"라는 호칭이 사용되는 것은 "자민당 총재" 자격으로 출연하는 선거 관련 프로그램이나 자민당의 총재 선거 관련 뉴스 등이다. 따라서 과거 일부 기간 동안 자민당이 야당이었을 때를 제외하고는 미디어에서 총재라는 호칭이 자주 사용된 적은 없다.
일본에서는 자유민주당이 오랜 기간 동안 집권하였기에 행정부 수반인 총리와 집권 여당인 자민당의 최고 책임자인 총재를 모두 한 사람이 겸직함에 따라, 권력이 한곳으로만 집중되며 집권 여당이 총리의 실정(失政)을 바로 잡지 못하고 "거수기" 로 전락하는 등의 여러 문제점이 발생하자 과거에 "총리·총재 분리론" (총리와 총재를 각각 다른 인물이 맡는 것)이 방안으로 몇번 제시된 적이 있지만 실현된 적은 한번도 없다.
자민당의 최고 책임자는 총재이지만, 총재가 내각총리대신을 겸임할 경우에는 총재를 보좌하는 간사장이 거의 대부분의 당무를 담당한다.

## 선출
총재는 자유민주당 당칙에 따라 총재 선거를 실시하여 선출하는데 총재 선거 규정 제9조에 따라 당 소속 국회의원만 입후보가 가능하며, 이때 당칙 6조 1항의 총재 선거 규정 제1조에서 규정하고 있는 "당 소속 국회의원, 당원, 자유국민회의의 회원 및 국민정치협회의 회원" 만 총재 선거에 참여하는 것이 원칙이지만, 당칙 6조 2항에서 총재가 임기 중에 궐위된 경우에서 긴급 사태로 인해 정식 규정에 따라 총재 선거를 치를 수 없는 경우에는 "당대회 대신 양원(중의원, 참의원) 의원 총회에 소속된 모든 현직 국회의원 및 도도부현 연합 대표자"에 의한 투표로 새 총재를 선출하는 경우도 있으며, 당의 식자(識者)들이나 간부들이 협의, 조정해 결정한 총재 후보자가 양원 의원 총회에서 승인을 받아 새 총재가 되는 경우도 있다.

## 임기
자유민주당 당칙 80조 1항에 따르면 총재의 임기는 3년이다. 또한 1974년 이후에는 전임자가 임기 중 퇴임했을 때의 남은 잔여 임기를 제외한 임기를 "연속 2기에 한정" 하는 규정이 추가되었으나, 2017년에 "연속 3기 한정"으로 변경되었다. 이 규정은 말 그대로 임기를 "연속"으로 3기까지 제한하는 것일뿐 최다 선출 제한 규정이 아니기에 총재가 연속 3기 동안 재임하고 퇴임한 뒤 한번 임기를 건너뛰고 다시 총재가 되는 것은 가능하다.
1955년 자민당 창당 이후 총재의 임기는 몇 차례 변경되었는데, 그 것은 다음과 같다.
- 1955년~1972년 : 2년
- 1972년~1978년 : 3년
- 1978년~2003년 : 2년
- 2003년~현재 : 3년

## 권한
자유민주당 당칙에 규정된 내용에 따르면, 총재의 권한은 다음과 같다.
- 총칙
  - 당의 최고 책임자로서 당을 대표하고 당무를 총괄한다.
- 인사
  - 부총재를 당대회에서의 승인에 앞서 지명한다.
  - 총무 25명 중 6명을 지명한다.
  - 총무회 승인을 받아 간사장, 정무조사회장, 선거대책위원장, 재무위원, 조직운동본부장, 홍보본부장, 인사위원을 결정한다.
  - 총무회 심의를 거쳐 고문, 참여, 당우, 찬조원을 위촉한다.
  - 인사위원 중에서 인사위원장을 지명한다.
  - 당기(黨紀)위원 18명 중 6명을 추천한다.
  - 임원연락회 참가자를 지명한다.

또한, 총무회장은 총무회에서 호선으로 선출하고 국회대책위원장은 총무회 승인을 거쳐 간사장이 결정한다. 당칙 상에서는 총재가 이들 인사에 관여하는 규정은 없다.
- 집행
  - 임원회를 소집하고, 의장으로서 이를 운영한다.
  - 선거대책본부장, 중앙정치대학원 총장의 임무를 맡는다.
  - 총무회 심의를 거쳐 당대회를 소집한다.
  - 총무회 심의를 거쳐 당에 임시 특별기구를 설치한다.
  - 총무회 심의를 거쳐 당비 금액을 결정한다.

## 역대 총재
- 은 총리를 역임한 인물들을 뜻함.

| 대                                        | 이름                                      | 이름                                      | 취임일                                    | 퇴임일                                    | 총재 선거 |
| 자유민주당 총재 대행 위원 (1955년~1956년) | 자유민주당 총재 대행 위원 (1955년~1956년) | 자유민주당 총재 대행 위원 (1955년~1956년) | 자유민주당 총재 대행 위원 (1955년~1956년) | 자유민주당 총재 대행 위원 (1955년~1956년) | 자유민주당 총재 대행 위원 (1955년~1956년) |
| ----------------------------------------- | ----------------------------------------- | ----------------------------------------- | ----------------------------------------- | ----------------------------------------- | --- |
| –                                         |                                           | 하토야마 이치로                           | 1955년 11월 15일                          | 1956년 4월 5일                            | 총재 대행 위원회 결성 및 추대 |
| –                                         | 오노 반보쿠                               |                                           | 1955년 11월 15일                          | 1956년 4월 5일                            | 총재 대행 위원회 결성 및 추대 |
| –                                         | 미키 부키치                               |                                           | 1955년 11월 15일                          | 1956년 4월 5일                            | 총재 대행 위원회 결성 및 추대 |
| –                                         |                                           | 오가타 다케토라 (재임 중 사망)            | 1955년 11월 15일                          | 1956년 1월 28일                           | 총재 대행 위원회 결성 및 추대 |
| –                                         |                                           | 마쓰노 쓰루헤이                           | 1956년 2월 10일                           | 1956년 4월 5일                            | 총재 대행 위원회 결성 및 추대 |
| 자유민주당 총재 (1956년~현재)             |                                           |                                           |                                           |                                           | |
| 초대                                      |                                           | 하토야마 이치로                           | 1956년 4월 5일                            | 1956년 12월 14일                          | 1956년 - 하토야마 이치로 - 394표 기시 노부스케 - 4표 기타 - 15표 |
| 2                                         |                                           | 이시바시 단잔                             | 1956년 12월 14일                          | 1957년 3월 21일                           | 1956년 1차 - 기시 노부스케 - 223표 이시바시 단잔 - 151표 이시이 미쓰지로 - 137표 1956년 결선 - 이시바시 단잔 - 258표 기시 노부스케 - 251표 |
| 3                                         |                                           | 기시 노부스케                             | 1957년 3월 21일                           | 1960년 7월 14일                           | 1957년 - 기시 노부스케 - 471표 마쓰무라 겐조 - 2표 기타무라 도쿠타로 - 1표 이시이 미쓰지로 - 1표 1959년 - 기시 노부스케 - 320표 마쓰무라 겐조 - 166표 기타 - 5표 |
| 4                                         |                                           | 이케다 하야토                             | 1960년 7월 14일                           | 1964년 12월 1일                           | 1960년 1차 - 이케다 하야토 - 246표 이시이 미쓰지로 - 194표 후지야마 아이이치로 - 49표 기타 - 7표 1960년 결선 - 이케다 하야토 - 302표 이시이 미쓰지로 - 194표 1962년 - 이케다 하야토 - 391표 사토 에이사쿠 - 17표 기타 - 20표 1964년 7월 - 이케다 하야토 - 242표 사토 에이사쿠 - 160표 후지야마 아이이치로 - 72표 나다오 히로키치 - 1표 |
| 5                                         |                                           | 사토 에이사쿠                             | 1964년 12월 1일                           | 1972년 7월 5일                            | 1964년 11월 - 단독 후보 1966년 - 사토 에이사쿠 - 289표 후지야마 아이이치로 - 89표 마에오 시게사부로 - 47표 나다오 히로키치 - 11표 노다 우이치 - 9표 기타 - 5표 1968년 - 사토 에이사쿠 - 249표 미키 다케오 - 107표 마에오 시게사부로 - 95표 기타 - 25표 1970년 - 사토 에이사쿠 - 353표 미키 다케오 - 111표 기타 - 3표                   |
| 6                                         |                                           | 다나카 가쿠에이                           | 1972년 7월 5일                            | 1974년 12월 4일                           | 1972년 - 다나카 가쿠에이 - 282표 후쿠다 다케오 - 180표 |
| 7                                         |                                           | 미키 다케오                               | 1974년 12월 4일                           | 1976년 12월 23일                          | 1974년 - 단독 후보 |
| 8                                         |                                           | 후쿠다 다케오                             | 1976년 12월 23일                          | 1978년 12월 1일                           | 1976년 - 단독 후보 |
| 9                                         |                                           | 오히라 마사요시 (재임 중 사망)            | 1978년 12월 1일                           | 1980년 6월 12일                           | 1978년 1차 - 오히라 마사요시 - 748표 후쿠다 다케오 - 638표 나카소네 야스히로 - 93표 고모토 도시오 - 46표 1978년 결선 - 단독 후보 (2위 사퇴) |
| –                                         |                                           | 니시무라 에이이치                         | 1980년 6월 12일                           | 1980년 7월 15일                           | 총재 대행 |
| 10                                        |                                           | 스즈키 젠코                               | 1980년 7월 15일                           | 1982년 11월 25일                          | 1980년 - 단독 후보 |
| 11                                        |                                           | 나카소네 야스히로                         | 1982년 11월 25일                          | 1987년 10월 31일                          | 1982년 1차 - 나카소네 야스히로 - 57.6% (559,673) 고모토 도시오 - 27.2% (265,078) 아베 신타로 - 8.2% (80,443) 나카가와 이치로 - 6.8% (66,041) 1982년 결선 - 단독 후보 (2위 사퇴) 1984년 - 단독 후보 1986년 - 임기 1년 연장 |
| 12                                        |                                           | 다케시타 노보루                           | 1987년 10월 31일                          | 1989년 6월 2일                            | 1987년 - 단독 후보 |
| 13                                        |                                           | 우노 소스케                               | 1989년 6월 2일                            | 1989년 8월 8일                            | 1989년 6월 - 단독 후보 |
| 14                                        |                                           | 가이후 도시키                             | 1989년 8월 8일                            | 1991년 10월 30일                          | 1989년 8월 1차 - 가이후 도시키 - 279표 하야시 요시로 - 120표 이시하라 신타로 - 48표 1989년 8월 결선 - 단독 후보 (2위 사퇴) |
| 15                                        |                                           | 미야자와 기이치                           | 1991년 10월 31일                          | 1993년 7월 30일                           | 1991년 - 미야자와 기이치 - 285표 완타나베 미치오 - 120표 미쓰즈카 히로시 - 87표 |
| 16                                        |                                           | 고노 요헤이                               | 1993년 7월 30일                           | 1995년 9월 30일                           | 1993년 1차 - 고노 요헤이 - 208표 와타나베 미치오 - 159표 1993년 결선 - 단독 후보 (2위 사퇴) |
| 17                                        |                                           | 하시모토 류타로                           | 1995년 10월 1일                           | 1998년 7월 24일                           | 1995년 - 하시모토 류타로 - 304표 고이즈미 준이치로 - 87표 1997년 - 단독 후보 |
| 18                                        |                                           | 오부치 게이조                             | 1998년 7월 24일                           | 2000년 4월 5일                            | 1998년 - 오부치 게이조 - 225표 가지야마 세이로쿠 - 102표 고이즈미 준이치로 - 84표 1999년 - 오부치 게이조 - 350표 가토 고이치 - 113표 야마사키 다쿠 - 51표 |
| 19                                        |                                           | 모리 요시로                               | 2000년 4월 5일                            | 2001년 4월 24일                           | 2000년 - 단독 후보 |
| 20                                        |                                           | 고이즈미 준이치로                         | 2001년 4월 24일                           | 2006년 9월 20일                           | 2001년 1차 - 고이즈미 준이치로 - 298표 하시모토 류타로 - 155표 아소 다로 - 31표 2001년 결선 - 단독 후보 (2위 사퇴) 2003년 - 고이즈미 준이치로 - 339표 가메이 시즈카 - 139표 후지이 다카오 - 65표 고무라 마사히코 - 54표 |
| 21                                        |                                           | 아베 신조                                 | 2006년 9월 20일                           | 2007년 9월 23일                           | 2006년 - 아베 신조 - 464표 아소 다로 - 136표 다니가키 사다카즈 - 102표 |
| 22                                        |                                           | 후쿠다 야스오                             | 2007년 9월 23일                           | 2008년 9월 22일                           | 2007년 - 후쿠다 야스오 - 330표 아소 다로 - 197표 |
| 23                                        |                                           | 아소 다로                                 | 2008년 9월 22일                           | 2009년 9월 16일                           | 2008년 - 아소 다로 - 351표 요사노 가오루 - 66표 고이케 유리코 - 46표 이시하라 노부테루 - 37표 이시바 시게루 - 25표 |
| 24                                        |                                           | 다니가키 사다카즈                         | 2009년 9월 28일                           | 2012년 9월 26일                           | 2009년 - 다니가키 사다카즈 - 300표 고노 다로 - 144표 니시무라 야스토시 - 54표 |
| 25                                        |                                           | 아베 신조                                 | 2012년 9월 26일                           | 2020년 9월 14일                           | 2012년 1차 - 이시바 시게루 - 199표 아베 신조 - 141표 이시하라 노부테루 - 96표 마치무라 노부타카 - 34표 하야시 요시마사 - 27표 2012년 결선 - 아베 신조 - 108표 이시바 시게루 - 89표 2015년 - 단독 후보 2018년 - 아베 신조 - 553표 이시바 시게루 - 254표                                                                                 |
| 26                                        |                                           | 스가 요시히데                             | 2020년 9월 14일                           | 2021년 9월 29일                           | 2020년 - 스가 요시히데 - 377표 기시다 후미오 - 89표 이시바 시게루 - 68표 |
| 27                                        |                                           | 기시다 후미오                             | 2021년 9월 29일                           | 2024년 9월 27일                           | 2021년 1차 - 기시다 후미오 - 256표 고노 다로 - 255표 다카이치 사나에 - 188표 노다 세이코 - 63표 2021년 결선 - 기시다 후미오 - 257표 고노 다로 - 170표 |
| 28                                        |                                           | 이시바 시게루                             | 2024년 9월 27일                           |                                           | 2024년 1차 - 다카이치 사나에 - 181표 이시바 시게루 - 154표 고이즈미 신지로 - 136표 하야시 요시마사 - 65표 고바야시 다카유키 - 60표 모테기 도시미쓰 - 47표 가미카와 요코 - 40표 고노 다로 - 30표 가토 가쓰노부 - 22표 2024년 결선 - 이시바 시게루 - 215표 다카이치 사나에 - 194표                                                       |

## 같이 보기
- 자유민주당 (일본)
- 일본 자유민주당 총재 선거
- 일본의 내각총리대신
- 자유민주당 부총재
- 자유민주당 간사장
- 자유민주당 총무회
- 자유민주당 정무조사회